# Ostwaldprocedé

Het ostwaldprocedé

Het ostwaldprocedé is een industrieel toegepaste methode voor de bereiding van salpeterzuur uit ammoniak met behulp van een platina-katalysator. Het procedé werd omstreeks 1906 ontwikkeld door Wilhelm Ostwald, die in 1909 de Nobelprijs voor Scheikunde ontving.

## Beschrijving
Het ostwaldprocedé bestaat uit de volgende stappen:
- De eerste stap betreft de oxidatie van ammoniak met behulp van een platina-katalysator:
{\displaystyle {\ce {4 NH3 + 5 O2 -> 4 NO + 6 H2O}}}
- Stikstofmonoxide wordt in de tweede stap afgekoeld en verder geoxideerd tot stikstofdioxide:
{\displaystyle {\ce {2 NO + O2 -> 2 NO2}}}
- Het ontstane stikstofdioxide wordt uiteindelijk gehydrolyseerd:
{\displaystyle {\ce {3 NO2 + H2O -> 2 HNO3 + NO}}}

Het stikstofmonoxide dat in de laatste stap wordt vrijgesteld, wordt opnieuw in de tweede stap ingebracht.
Het ostwaldprocedé is de efficiëntere opvolger van het energetisch ongunstige Birkeland-Eydeprocedé voor salpeterzuurproductie.